# Världscupen i nordisk kombination 1997/1998
Världscupen i nordisk kombination 1997/1998 hölls 28 november 1997-14 mars 1998 och vanns av Bjarte Engen Vik, Norge före Mario Stecher, Norge och Felix Gottwald, Österrike.

## Tävlingskalender
| 1.  | 28 november 1997              | Rovaniemi         | Sprint                                              | Samppa Lajunen                                      | Hannu Manninen                                      | Mario Stecher                                       |                                                     |                                                     |
| 2.  | 29 november 1997              | Rovaniemi         | Gundersen                                           | Bjarte Engen Vik                                    | Mario Stecher                                       | Hannu Manninen                                      |                                                     |                                                     |
| 3.  | 11 december 1997              | Steamboat Springs | Sprint                                              | Hannu Manninen                                      | Bjarte Engen Vik                                    | Mario Stecher                                       |                                                     |                                                     |
| 4.  | 13 december 1997              | Steamboat Springs | Gundersen                                           | Mario Stecher                                       | Bjarte Engen Vik                                    | Todd Lodwick                                        |                                                     |                                                     |
| 5.  | 29 december 1997              | Oberwiesenthal    | Sprint                                              | Hannu Manninen                                      | Bjarte Engen Vik                                    | Urs Kunz                                            |                                                     |                                                     |
| 6.  | 3 januari 1998                | Schonach          | Gundersen                                           | Todd Lodwick                                        | Sylvain Guillaume                                   | Milan Kučera                                        |                                                     |                                                     |
| 7.  | 9 januari 1998                | Ramsau            | Gundersen                                           | Bjarte Engen Vik                                    | Mario Stecher                                       | Felix Gottwald                                      |                                                     |                                                     |
| 8.  | 13 januari 1998               | Ramsau            | Sprint                                              | Kenneth Braaten                                     | Marco Zarucchi                                      | Urs Kunz                                            |                                                     |                                                     |
| 9.  | 18 januari 1998               | Chaux-Neuve       | Gundersen                                           | Milan Kučera                                        | Felix Gottwald                                      | Ludovic Roux                                        |                                                     |                                                     |
| OS  | 7 februari – 24 februari 1998 | Nagano            | Nordisk kombination vid olympiska vinterspelen 1998 | Nordisk kombination vid olympiska vinterspelen 1998 | Nordisk kombination vid olympiska vinterspelen 1998 | Nordisk kombination vid olympiska vinterspelen 1998 | Nordisk kombination vid olympiska vinterspelen 1998 | Nordisk kombination vid olympiska vinterspelen 1998 |
| 10. | 28 februari 1998              | Sapporo           | Gundersen                                           | Bjarte Engen Vik                                    | Mario Stecher                                       | Fred Børre Lundberg                                 |                                                     |                                                     |
| 11. | 7 mars 1998                   | Lahtis            | Gundersen                                           | Bjarte Engen Vik                                    | Mario Stecher                                       | Fred Børre Lundberg                                 |                                                     |                                                     |
| 12. | 10 mars 1998                  | Falun             | Gundersen                                           | Mario Stecher                                       | Bjarte Engen Vik                                    | Fred Børre Lundberg                                 |                                                     |                                                     |
| 13. | 13 mars 1998                  | Oslo              | Sprint                                              | Todd Lodwick                                        | Sylvain Guillaume                                   | Mario Stecher                                       |                                                     |                                                     |
| 14. | 14 mars 1998                  | Oslo              | Gundersen                                           | Bjarte Engen Vik                                    | Mario Stecher                                       | Kristian Hammer                                     |                                                     |                                                     |

## Slutställning
| Placering | Tävlande            | Poäng |
| 1.        | Bjarte Engen Vik    | 1468  |
| 2.        | Mario Stecher       | 1440  |
| 3.        | Felix Gottwald      | 854   |
| 4.        | Todd Lodwick        | 848   |
| 5.        | Hannu Manninen      | 763   |
| 6.        | Sylvain Guillaume   | 686   |
| 7.        | Fred Børre Lundberg | 678   |
| 8.        | Samppa Lajunen      | 665   |
| 9.        | Christoph Eugen     | 638   |
| 10.       | Ludovic Roux        | 586   |

| Placering | Tävlande  | Poäng |
| 1.        | Norge     | 3669  |
| 2.        | Österrike | 3333  |
| 3.        | Finland   | 2428  |
| 4.        | Tyskland  | 1851  |
| 5.        | Frankrike | 1693  |
| 6.        | Japan     | 1417  |
| 7.        | USA       | 1233  |
| 8.        | Ryssland  | 1190  |
| 9.        | Schweiz   | 1116  |
| 10.       | Tjeckien  | 1089  |